# DYMO Corporation
Dymo Corporation es una empresa estadounidense fabricante de impresoras de etiquetas y cintas de impresión de transferencia térmica (como consumible), fabricante etiquetadoras de cinta en relieve y otras impresoras y etiquetadoras para CD, DVD y equipos médicos. Es filial de Newell Brands.

## Historia

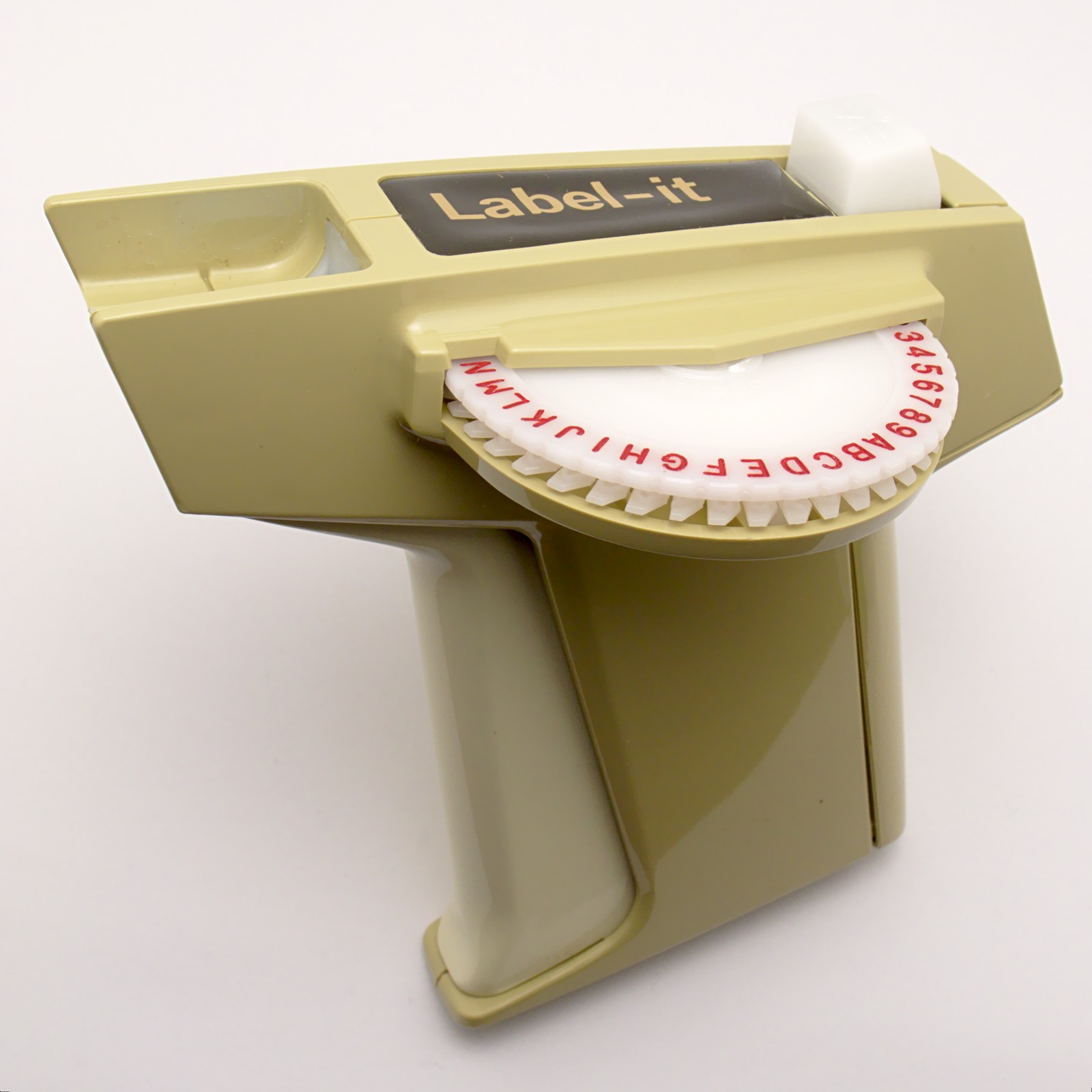
Máquina de cinta en relieve Dymo (1967).

Dymo Industries, Inc. fue fundada en 1958 para la fabricación de herramientas manuales estampadoras de cinta en relieve. La cinta en relieve de plástico y la etiquetadora de mano fueron inventadas por David Souza de Oakland, California. Más tarde, la empresa se trasladó a San Francisco (California). Las primeras etiquetadoras de Dymo fueron hechas de metal cromado y posteriormente de plástico. Tienen un disco rotativo tipo margarita que contiene la matriz de las letras, con un funcionamiento puramente mecánico, el cual mediante un sistema de palancas, sólo "presionando la palanca del mango", imprime las letras en relieve sobre una cinta DYMO.
La empresa fue adquirida por Esselte en 1978, y las impresoras con baterías se convirtieron en un producto importante después de 1990. La corporación fue vendida a Newell Rubbermaid en 2005.

## Impresión térmica

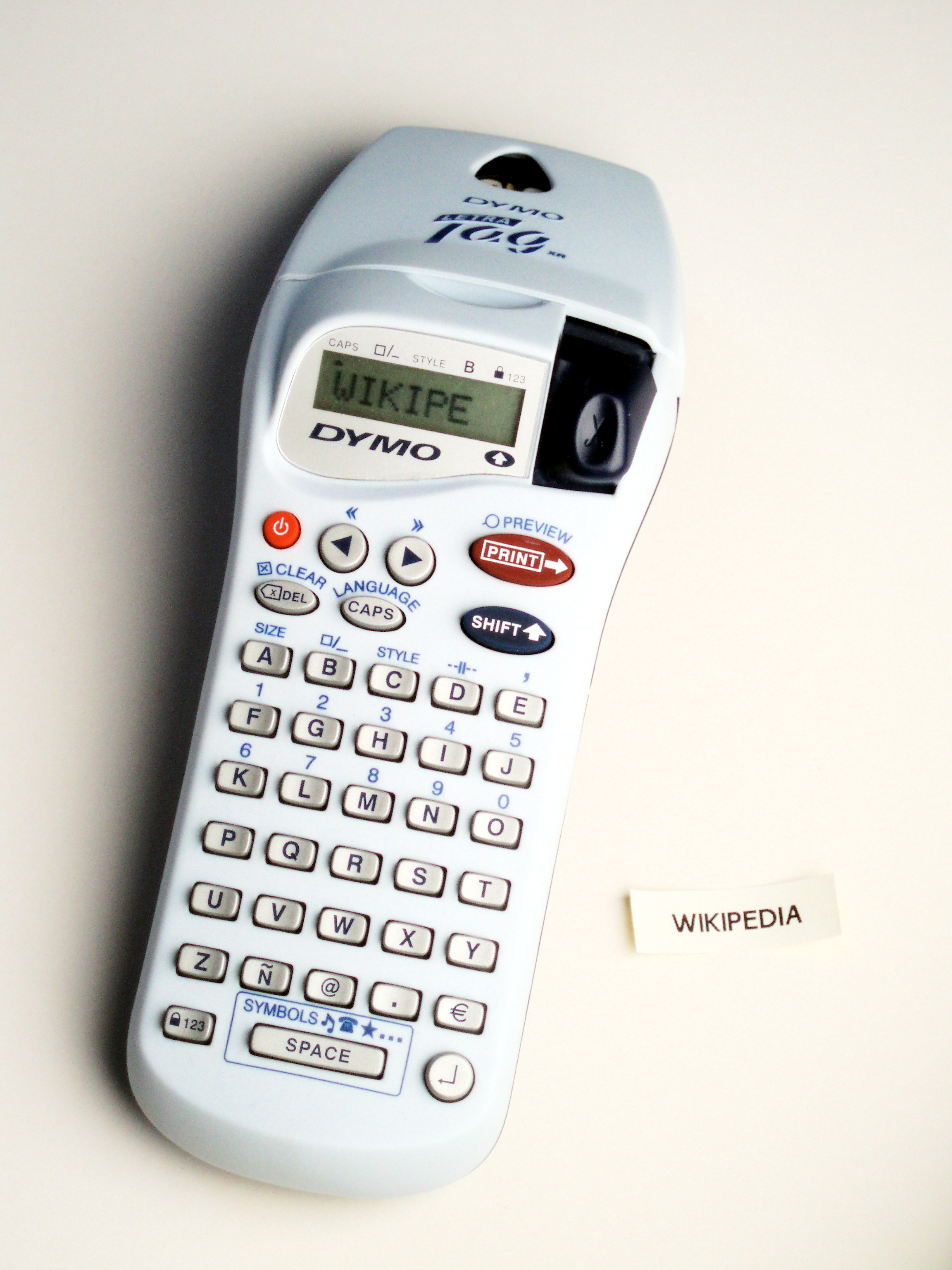
Dymo LetraTag: etiqueta de impresión térmica

En 1990 se empezaron a fabricar etiquetadoras alimentadas con pilas, con un pequeño teclado para introducir texto visible en una pantalla LCD, que permite corregir el texto antes de ser impreso. Al contrario de las etiquetadoras mecánicas, las eléctricas utilizan un proceso de impresión térmica, que no requiere ningún cartucho de tinta separado. Después de que Esselte comprara la American CoStar Corporation en 1998, entró una nueva gama de impresoras de etiquetas desarrollada por esta empresa, que permite imprimir una etiqueta de dirección desde un ordenador, y que tampoco requiere ningún cartucho de tinta. Los rollos de cinta se pueden comprar por separado en la papelería o se pueden pedir en línea.
Entre los diferentes modelos se encuentran:
- Dymo LetraTag[7]
- Dymo LabelWriter[7]
- Dymo LabelManager[7]
- Dymo RhinoPro

## Etiquetas LabelWriter
A continuación se muestra una lista de los tamaños de etiquetas populares para su serie de impresoras LabelWriter (400, 450):
| Etiqueta de 5 dígitos # | Etiqueta de 7 dígitos # | Uso general            | Ancho (pulgadas) | Altura (pulgadas) | Etiquetas por rollo | Aspecto de la etiqueta |
| ----------------------- | ----------------------- | ---------------------- | ---------------- | ----------------- | ------------------- | ---------------------- |
| 30251                   |                         | dirección              | 3 1⁄2            | 1 1⁄8             | 130                 | Blanco                 |
| 30252                   |                         | dirección              | 3 1⁄2 (~8,9 cm)  | 1 1⁄8 (~2,8 cm)   | 350                 | Blanco                 |
| 30253                   |                         | dirección              | 3 1⁄2            | 1 1⁄8             | 700                 | Blanco, (2 más)        |
| 30256                   |                         | Envío                  | 4                | 2 5⁄16            |                     | Blanco                 |
| 30320                   |                         | dirección              | 3 1⁄2            | 1 1⁄8             | 130                 | Blanco                 |
| 30330                   |                         | Dirección de remitente | 2                |                   | 500                 | Blanco                 |
| 30332                   |                         |                        | 1                | 1                 |                     | Blanco                 |
| 30333                   |                         |                        |                  |                   |                     | Blanco, (2 más)        |
| 30334                   |                         |                        | 2 1⁄4            | 1 1⁄4             |                     | Blanco                 |
| 30335                   |                         |                        |                  |                   |                     | Blanco, (4 más)        |
| 30857                   | 1760756                 | Insignia de nombre     | 4                | 2 1⁄4             | 250                 | blanco                 |

## Crítica
Las etiquetadoras LabelWriter 550 y 5XL tienen un lector RFID que lee etiquetas RFID incrustadas en rollos de etiquetas genuinos de Dymo pudiendo detectar automáticamente el tipo de etiqueta en el interior. Sin embargo, esto también tiene el objetivo de evitar el uso de rollos de etiquetas compatibles hechos por terceros, una forma de gestión de derechos digitales similar a los cartuchos de impresora de inyección de tinta y cartuchos de impresora láser que contienen un chip para evitar el diseño y fabricación de cartuchos de terceros. Dymo ha recibido críticas por utilizar un modelo de afeitar y hojas al forzar a los clientes a comprar rollos de etiquetas Dymo genuinos.